# Donahoe (Texas)
Donahoe, également appelée Dice, est une ancienne communauté et dorénavant un village fantôme, qui était située à proximité du cours d'eau Donahoe Creek, au sud-est de Belton et du comté de Bell, au Texas central, aux États-Unis,. Elle est baptisée en référence à un commerçant ayant exploré la région lors de l'expédition Texan Santa Fe (en), en 1841 et les premiers colons s'y installent à la fin des années 1840. À la fin des années 1970, Donahoe est abandonné et il ne reste plus que le cimetière. Une borne de la Texas Historical Commission est inaugurée, sur le site, en 1979.